# Steffen Mix
Steffen Mix (* 25. November 1989 in Abtswind; † 24. September 2017 bei Hessenthal) war ein deutscher Fußballschiedsrichter.

## Werdegang
Mix, der Mitglied beim TSV Abtswind war, gab 2010 sein Debüt als Schiedsrichterassistent in der A-Junioren-Bundesliga. Ab 2012 leitete er Spiele der beiden Staffeln. Ab 2013 pfiff er Spiele in der Regionalliga Bayern und ab 2014 auch in der Bayernliga. Zudem gab er am 11. August 2013 beim Spiel Hansa Rostock gegen VfB Stuttgart II sein Debüt im Profifußball und leitete erstmals ein Spiel in der 3. Liga. Am 13. Mai 2015 leitete Mix das U-18-Freundschaftsspiel zwischen Deutschland und Österreich. Im August kam er das einzige Mal im Rahmen des DFB-Pokals zum Einsatz und leitete das Erstrundenspiel zwischen dem HSV Barmbek-Uhlenhorst und dem SC Freiburg. Am 7. Oktober 2015 pfiff er das U-20-Freundschaftsspiel zwischen England und den Niederlanden.
Mix starb am Morgen des 24. September 2017 bei einem Autounfall im Landkreis Aschaffenburg, nachdem er ohne Fremdeinwirkung von der Straße abgekommen und gegen einen Baum geprallt war.
Beruflich war Mix nach einem Betriebswirtschafts-Studium im elterlichen Unternehmen als Einkaufsleiter tätig.